# Kattusseqatigiit
Kattusseqatigiit (Kandidatforbundet K), eller Kattusseqatigiit partiiat, var et konservativt politisk parti i Grønland. Partiet har eksisteret siden 1993, men blev ikke officielt stiftet før sent i foråret 2005 da formanden Anthon Frederiksen leverede 1.003 underskrifter til Grønlands Hjemmestyres indenrigskontor. Ved tidligere valg har Kattusseqatigiit været mere en valgliste og protestbevægelse end et politisk parti. Landstingsvalget i 1995 var det første valg i Grønland, hvor der var en kandidat uden for de politiske partier, som blev valgt ind. Ved 1999 fik Kattusseqatigiit 4 repræsentanter i Landstinget. 
Partiet blev særligt i sin tidlige fase kritiseret for ikke at have nogen selvstændig politik, men tog standpunkter fra sag til sag. De beskrives som en centrum-højreliste hovedsageligt af konservative og liberalkonservative, og er fortsat en valgliste med uafhængige repræsentaner.
Ved landstingsvalget 2009 kom Kattusseqatigiit kun ind med Anthon Frederiksen, der blev indenrigsminister i Kuupik Kleists regering. Partiet kom ikke ind ved landstingsvalget i 2013, og blev siden opløst.